# Aek Bayur (Padang Bolak)
Aek Bayur is een bestuurslaag in het regentschap Padang Lawas Utara van de provincie Noord-Sumatra, Indonesië. Aek Bayur telt 726 inwoners (volkstelling 2010).